# گئول
گئول (به لاتین: Guéoul) یک منطقهٔ مسکونی در سنگال است که در Kébémer واقع شده‌است. گئول ۱۰٬۹۱۸ نفر جمعیت دارد.